# افسانه (شعر)
افسانه یکی از نخستین آثار شعر نو در زبان فارسی است که توسط نیما یوشیج منتشر شد. گرچه افسانه اولین شعر غیرسنتی ایران نیست و گرچه تا رسیدن به قالب اصلی شعر نیمایی فاصله زیادی دارد، به دلیل برخی نوآوری‌ها مانند فناوری‌های محتوایی، اغلب به عنوان اولین شعر نو فارسی تلقی می‌گردد. افسانه در واقع، یکی از نخستین شعرهای روایی نیما است که از دو روایت کامل و تعدادی پاره روایت تشکیل شده‌است.
محمّدعلی سپانلو این شعر را تحتِ تأثیرِ «شبِ ماهِ مه» آلفرد دو موسه می‌دانست.

## شعر نو پیش از افسانه
صدرالدین عینی یکی از نخستین سرایندگان شعر نو فارسی است. پنج سال پیش از آن که نیما افسانه را بسراید عینی در همان وزن شعری سروده به نام مارش حریت.
مارش حریت
ای ستمدیدگان، ای اسیران!
وقت آزادی ما رسید
مژدگانی دهید، ای فقیران!
در جهان صبح شادی دمید…
هر ستمگار دون خرم و شاد
سالها جام عشرت چشید
در شب تیره جور و بیداد
هر ستمدیده محنت کشید…